# Arturo Viligiardi
Arturo Viligiardi  (né à Sienne en Toscane en 1869 et mort dans cette même ville en 1936) est un architecte et un peintre italien néogothique du XIXe siècle.

## Biographie
Arturo Viligiardi a été élève de Louis Dupré et Luigi Mussini à Sienne et collabora avec Cesare Maccari à Rome aussi bien comme décorateur qu'architecte.
En 1905 il a réalisé les peintures de la Tribuna di San Zenobi au Duomo de Florence.
La même année à Sienne il a restructuré le Palazzo Chigi Saracini.
Entre 1887 et 1894 il a travaillé au Duomo di Chiusi où il a peint en « fausse mosaïque » et en style byzantin et roman selon des schémas iconographiques paléo-chrétiens et romans les parois de la nef centrale, une partie de la contre-façade et l'abside.

## Œuvres
- Triptyque néo-gothique, Basilique Saint-François (Sienne).
- Décoration des parois des nefs simulant des mosaïques, Duomo de Chiusi
- La negazione di Pietro, 1888, Istituto d'Arte, Sienne.
- Restauration et embellissement de la chapelle du château féodal de Allerona, 1896[1].
- Restauration du palazzo Chigi-Saracini, Sienne

## Sources
- x